# Leopold Stokowski
Leopold Anthony Stokowski (n. 18 aprilie 1882, Londra, Regatul Unit al Marii Britanii și Irlandei – d. 13 septembrie 1977, Nether Wallop⁠(d), Test Valley, Anglia, Regatul Unit) a fost un dirijor englez de origine poloneză. Este cunoscut mai ales pentru îndelungata lui asociere cu Orchestra din Philadelphia⁠(en)[traduceți], pentru stilul său de dirijat cu mâna liberă, care a înlocuit bagheta tradițională, și pentru sunetul caracteristic obținut de la orchestrele pe care le-a dirijat.